# Khvicha Kvaratskhelia
Khvicha Kvaratskhelia (în georgiană ხვიჩა კვარაცხელია; n. 12 februarie 2001, Tbilisi, Georgia) este un fotbalist georgian, care joacă pe post de atacant sau mijlocaș la PSG în Ligue 1. Pe plan internațional, are prezențe la națională pentru Georgia.
Suporterii lui Napoli l-au poreclit Kvaradona după legenda clubului Diego Armando Maradona, datorită performanțelor sale.

## Statistici

### Club
La 31 mai 2025. 
| Club                         | Sezon         | Campionat       | Campionat | Campionat | Cupa    | Cupa   | Continental | Continental | Altele  | Altele | Total   | Total  |
| Club                         | Sezon         | Divizie         | Meciuri   | Goluri    | Meciuri | Goluri | Meciuri     | Goluri      | Meciuri | Goluri | Meciuri | Goluri |
| ---------------------------- | ------------- | --------------- | --------- | --------- | ------- | ------ | ----------- | ----------- | ------- | ------ | ------- | ------ |
| Dinamo Tbilisi               | 2017          | Erovnuli Liga   | 4         | 1         | 1       | 0      | —           | —           | —       | —      | 5       | 1      |
| Rustavi                      | 2018          | Erovnuli Liga   | 18        | 3         | 0       | 0      | —           | —           | —       | —      | 18      | 3      |
| Lokomotiv Moscova (împrumut) | 2018–19       | Prima Ligă Rusă | 7         | 1         | 3       | 0      | —           | —           | —       | —      | 10      | 1      |
| Rubin Kazan                  | 2019–20       | Prima Ligă Rusă | 27        | 3         | 1       | 0      | —           | —           | —       | —      | 28      | 3      |
| Rubin Kazan                  | 2020–21       | Prima Ligă Rusă | 23        | 4         | 0       | 0      | —           | —           | —       | —      | 23      | 4      |
| Rubin Kazan                  | 2021–22       | Prima Ligă Rusă | 19        | 2         | 1       | 0      | 2           | 0           | —       | —      | 22      | 2      |
| Rubin Kazan                  | Total         | Total           | 69        | 9         | 2       | 0      | 2           | 0           | —       | —      | 73      | 9      |
| Dinamo Batumi                | 2022          | Erovnuli Liga   | 11        | 8         | —       | —      | —           | —           | —       | —      | 11      | 8      |
| Napoli                       | 2022–23       | Serie A         | 34        | 12        | 0       | 0      | 9           | 2           | —       | —      | 43      | 14     |
| Napoli                       | 2023–24       | Serie A         | 34        | 11        | 1       | 0      | 8           | 0           | 2       | 0      | 45      | 11     |
| Napoli                       | 2024–25       | Serie A         | 17        | 5         | 2       | 0      | —           | —           | —       | —      | 19      | 5      |
| Napoli                       | Total         | Total           | 85        | 28        | 3       | 0      | 17          | 2           | 2       | 0      | 107     | 30     |
| Paris Saint-Germain          | 2024–25       | Ligue 1         | 14        | 4         | 2       | 0      | 9           | 3           | 0       | 0      | 25      | 7      |
| Total carieră                | Total carieră | Total carieră   | 208       | 54        | 11      | 0      | 28          | 5           | 2       | 0      | 249     | 59     |

1. ↑  Include Cupa Georgiei, Cupa Rusiei, Coppa Italia, Coupe de France
2. ↑  Apariții în UEFA Europa Conference League
3. 1 2 3  Apariții în UEFA Champions League
4. ↑  Apariții în Supercoppa Italiana

## Palmares
Lokomotiv Moscova
- Cupa Rusiei: 2018–19[5]

Napoli
- Serie A: 2022–23[6], 2024–25

Paris Saint-Germain
- Ligue 1: 2024–25[7]
- Coupe de France: 2024–25[8]
- Liga Campionilor UEFA: 2024–25[9]